# Michiel Jonckheere
Michiel Jonckheere (Oostende, 3 januari 1990) is een Belgisch voetbalcoach en voormalig voetballer die doorgaans als centrale middenvelder werd uitgespeeld. Hij voetbalde in Eerste klasse voor KV Oostende en KV Kortrijk.

## Clubcarrière

### Jeugd
Jonckheere doorliep de jeugdreeksen van Club Brugge. In 2010 verliet hij de club voor SV Zulte Waregem, waar hij echter geen speelkansen kon afdwingen in het eerste elftal. Jonckheere mocht in het seizoen 2010/11 twaalf keer plaatsnemen op de bank bij het eerste elftal. Trainer Bart De Roover en diens latere opvolger Hugo Broos gunden hem echter geen officieel debuut.

### KV Oostende
In juli 2011 verkaste hij naar toenmalig tweedeklasser KV Oostende waar hij een tweejarig contract ondertekende. Jonckheere wist meteen indruk te maken aan de kust en dwong een basisplaats af als centrale middenvelder. Op 7 april 2013 mocht hij met Oostende de promotie vieren naar de Eerste Klasse, na een overwinning tegen AS Eupen.
Ook in de Jupiler Pro League maakt Jonckheere deel uit van de Oostendse kern. Na een eerste seizoen waarin hij vaak op de bank moest plaatsnemen werd Jonckheere in het seizoen 2014/15 opnieuw een vaste basispion bij Oostende. In de seizoenen 2017/18 en 2018/19 kwam hij weinig aan spelen toe door een zware achillesblessure die hem in totaal bijna een jaar aan de kant zou houden. In juni 2020 liep zijn contract bij Oostende af, waardoor hij de club na negen seizoenen zou verlaten. 

### KV Kortrijk
In het voorjaar van 2020 raakte bekend dat Jonckheere vanaf het seizoen 2020/21 voor KV Kortrijk zou spelen. Jonckheere debuteerde op 13 september 2020 in de thuiswedstrijd tegen Royal Excel Moeskroen, waarin hij na 70 minuten mocht invallen voor Julien De Sart. In zijn eerste seizoen speelde hij 24 competitiewedstrijden, waarvan dertien als basisspeler en elf als invaller. In het seizoen daarop kwam Jonckheere minder aan spelen toe. Tijdens de wintermercato kon de West-Vlaming naar Denemarken en naar een paar ambitieuze clubs uit Eerste klasse B, maar daar ging hij om persoonlijke redenen niet op in. Op het einde van het seizoen 2021/22 liep zijn contract in het Guldensporenstadion af.

### KSV Bredene
In augustus 2022 tekende Jonckheere voor één seizoen bij tweedeprovincialer KSV Bredene, waar zijn oom Kurt Bataille op dat moment trainer was. Jonckheere combineerde dit met een functie als jeugdtrainer bij z'n ex-club KV Oostende. Jonckheere werd in zijn eerste seizoen op provinciaal niveau meteen kampioen. Toen Jonckheere in de zomer van 2023 werd bevorderd tot assistent-trainer bij KV Oostende, stopte hij met voetballen bij Bredene.

## Clubstatistieken
| Seizoen | Club        | Competitie            | Duels | Goals |
| ------- | ----------- | --------------------- | ----- | ----- |
| 2011/12 | KV Oostende | Tweede Klasse         | 32    | 2     |
| 2012/13 | KV Oostende | Tweede Klasse         | 28    | 3     |
| 2013/14 | KV Oostende | Eerste Klasse A       | 9     | 2     |
| 2014/15 | KV Oostende | Eerste Klasse A       | 25    | 2     |
| 2015/16 | KV Oostende | Eerste Klasse A       | 29    | 4     |
| 2016/17 | KV Oostende | Eerste Klasse A       | 28    | 2     |
| 2017/18 | KV Oostende | Eerste Klasse A       | 5     | 1     |
| 2018/19 | KV Oostende | Eerste Klasse A       | 4     | 0     |
| 2019/20 | KV Oostende | Eerste Klasse A       | 18    | 1     |
| 2020/21 | KV Kortrijk | Eerste Klasse A       | 24    | 2     |
| 2021/22 | KV Kortrijk | Eerste Klasse A       | 14    | 0     |
| 2022/23 | KSV Bredene | Tweede prov. W.-Vl. B |       |       |
| Totaal  | Totaal      | Totaal                | 194   | 19    |

## Trainerscarrière
Na afloop van zijn profcarrière ging Jonckheere bij zijn ex-club KV Oostende aan de slag als jeugdtrainer. Na een seizoen als coach van de U18 stroomde hij door naar het eerste elftal, waar hij een van de assistenten van hoofdtrainer Stijn Vreven werd. Toen Vreven op 11 december 2023 ontslagen werd, namen Jonckheere en zijn oom Kurt Bataille tijdelijk over. Met een 0-0-gelijkspel tegen de RSCA Futures ging KV Oostende, dat zowel op sportief als op extrasportief vlak door zware tijden ging, de winterstop in.
Op 14 januari 2024 leek KV Oostende tijdens de eerste officiële wedstrijd van het kalenderjaar een 2-0-voorsprong tegen Zulte Waregem te gaan weggeven, maar ondanks een penaltymisser in de blessuretijd werd het alsnog 3-2. Meteen raakte ook bekend dat Jonckheere per direct overstapte naar Club Brugge, waar hij trainer werd van de U18-ploeg. Lang duurde dat niet, want toen Ronny Deila op 18 maart 2024 ontslagen werd als hoofdtrainer van Club Brugge, werd Jonckheere bevorderd tot assistent van interim-trainer Nicky Hayen. Onder leiding van Hayen stond Club Brugge op uit de doden, en na een uitstekende reeks in de Champions' play-offs kwam de club zelfs in poleposition te staan voor de landstitel. Hayen slikte in de voorlaatste wedstrijd van de play-offs een rode kaart tegen RSC Anderlecht, waardoor het Jonckheere was die tijdens de allesbepalende slotspeeldag in de dug-out zat als hoofdtrainer van Club Brugge. Club Brugge speelde 0-0 gelijk tegen stadsgenoot Cercle Brugge en verzekerde zich zo van zijn negentiende landstitel.
Op 27 mei 2025 kondigde KV Kortrijk aan dat Jonckheere, die tijdens het seizoen 2024/25 als assistent van Nicky Hayen had gewerkt bij Club Brugge, de nieuwe hoofdtrainer van de club werd. Jonckheere ondertekende een contract van onbepaalde duur bij zijn ex-club, die begin die maand na zeventien jaar uit de Jupiler Pro League was gedegradeerd.

## Familie
Zijn jongere neef Jelle Bataille is een ex-ploegmaat van hem, van 2017 tot 2020 speelde ze samen bij KV Oostende totdat Jonckheere in 2020 de overstap maakte naar KV Kortrijk.
1 Vandenberghe ·
5 Atemona ·
6 Mehssatou ·
7 Mbayo ·
8 Challouk ·
9 Messaoudi ·
10 Selemani ·
11 De Neve ·
12 De Vlaeminck ·
17 Gueye ·
18 Kadri  ·
20 Avenatti ·
21 Wasinski ·
22 Decoene ·
29 Regali ·
44 Silva ·
48 Montegnies ·
66 Radovanović ·
70 Bruno ·
77 Henen ·
89 Audoor ·
Coach: Edward Still